# Edubuntu
 (mai 2023).
 (avril 2023).
Edubuntu est un système d'exploitation basé sur la distribution GNU/Linux Ubuntu comprenant un ensemble de logiciels libres dédiés à l'éducation.
Sa principale particularité est l'intégration d'un client léger Linux Terminal Server Project (LTSP) qui permet, à partir d'un ordinateur serveur, de faire fonctionner un groupe hétéroclite d'ordinateurs à l'échelle d'une salle de classe.

## Distribution

### Logiciels
Edubuntu contient les logiciels suivants, présents dans Ubuntu : LibreOffice, Mozilla Firefox, GIMP, Pidgin, GNOME Vidéos, etc.
Edubuntu contient de plus Kino, Scribus, Dia, GCompris, et une partie de la suite éducative du projet KDE (Kdeedu) : Kalzium, Kanagram (en), KBrush, KEduca, KHangMan (en), Kig, KmPlot, KPercentage, KStars, KTouch, KTurtle, KVerbos (es) et KVocTrain.
D'autres logiciels éducatifs libres peuvent être installés au moyen d'une connexion Internet : les logiciels Le Terrier d'AbulÉdu, Celestia, DrGeo, etc.

### Apparence
L'interface graphique par défaut est l'environnement de bureau Unity. Il est possible de le remplacer par KDE (comme dans Kubuntu) ou par Xfce (comme dans Xubuntu). L'intégration facilitée d'Edubuntu (donc des solutions Edubuntu) est disponible pour KDE, et en cours de réalisation pour Xfce pour simplifier encore l'accès aux machines les plus anciennes.

### Spécificité
Grâce à LTSP, on peut recycler les vieux ordinateurs en clients légers, c'est-à-dire en postes de travail utilisant la puissance d'un autre ordinateur : le serveur. Ce système permet de créer un parc informatique avec un minimum d'investissement en mélangeant des machines anciennes, PC et/ou Mac.

## Versions
Le cycle de développement d'Edubuntu ne diffère pas de celui de la distribution parente. Les deux projets partagent la même base logicielle et les mêmes dépôts, on peut donc se référer à la liste des versions d'Ubuntu. Les versions 8.04, 8.10 et 9.04 d'Edubuntu ont été distribuées sous forme d'une surcouche à la distribution Ubuntu, elles pouvaient donc se transformer sans peine en Ubuntu, Kubuntu, Lubuntu ou Xubuntu.
La première version d'Edubuntu a paru en même temps que la version 5.10 Breezy Badger d'Ubuntu, en octobre 2005.
À partir de la version 8.10, il n'a plus été possible de commander Edubuntu via le programme ShipIt.
Après la publication de la version 14.04 LTS, Edubuntu est devenue exclusivement LTS. La prochaine version aurait donc dû être la 16.04 LTS, mais celle-ci a été annulée, faute de contributions en nombre suffisant. Ce n'est qu'en 2023 qu'est publiée la nouvelle version Edubuntu 23.04 "Lunar Lobster".

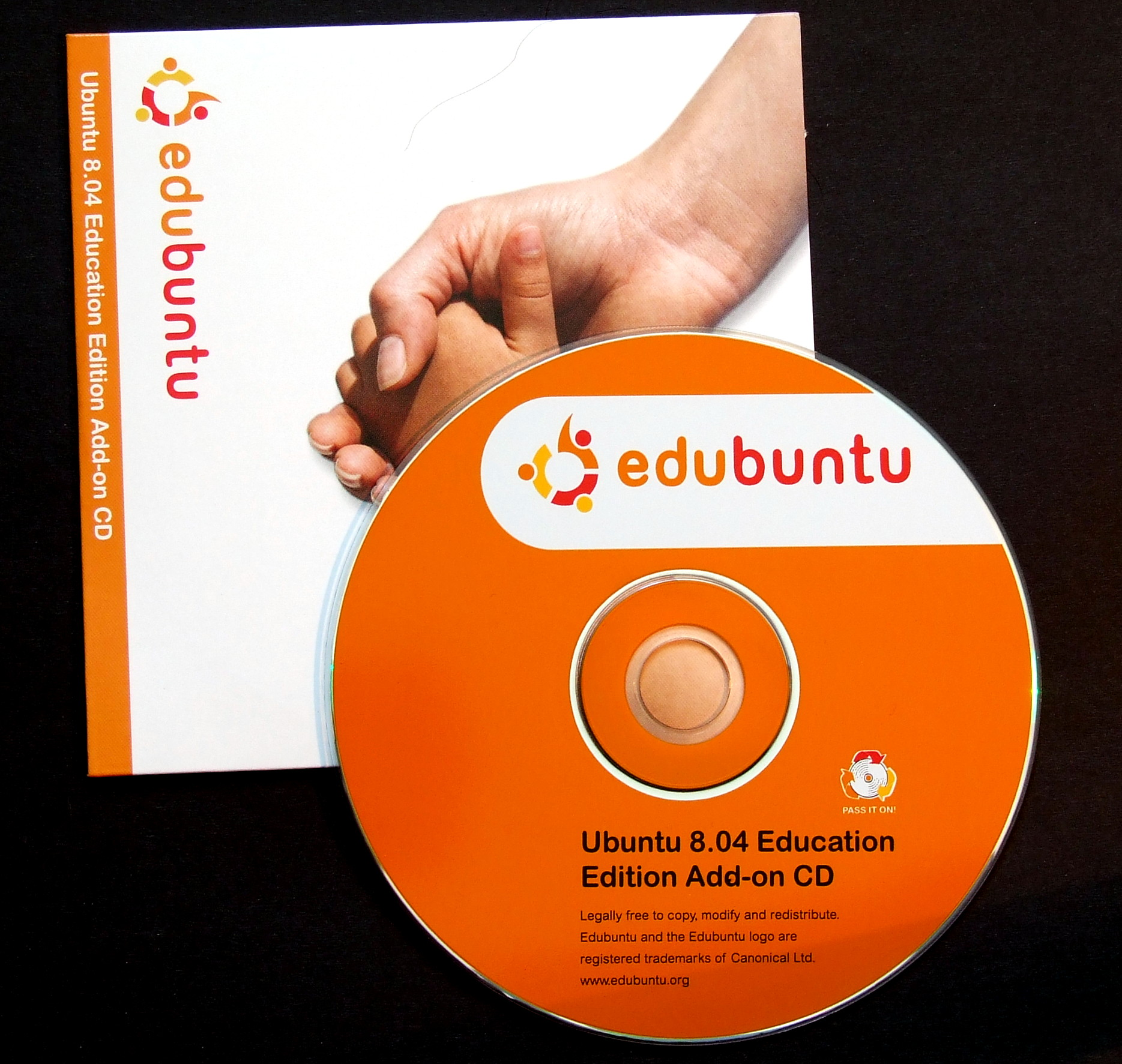
CD d'Edubuntu 8.04 LTS.

## Support
Une assistance est proposée sur Internet par Ubuntu-fr, la communauté francophone d'utilisateurs d'Ubuntu.
Un support technique payant est proposé par la société commerciale de la fondation Ubuntu (Canonical), et des sociétés indépendantes, affiliées ou non. Pour les versions LTS (Long Term Support) ce service est proposé pendant au moins cinq ans après la date de sortie.

## EduLinux
EduLinux est une distribution Linux québécoise basée sur la distribution Mandriva (anciennement Mandrake).
EduLinux offre un choix de logiciels dédié au milieu de l'éducation.
Elle est née de la passion et du savoir-faire de quelques développeurs à Sherbrooke (au Québec), et de la vision d'un doyen d'Université. Cette distribution a été développée par des étudiants de l'Université de Sherbrooke, Révolution Linux, une compagnie québécoise, et le GULUS.
Les principaux développeurs sont Benoît des Ligneris, Jean-Michel Dault et Francis Giraldeau.
La première version d'EduLinux fut mise en ligne en mai 2003 sous le nom de « EduLinux 9.1 » (basée sur Mandrake Linux 9.1). Il s'agit de la première distribution Linux d'origine québécoise.
La version 2004 d'EduLinux (basée sur Mandrake Linux 10.0 Officielle) fut livrée le 31 mai 2004.
Une version 2006 d'ÉduLinux était initialement prévue, mais le développement du projet a été arrêté en faveur d'un développement plus engagé dans le projet Mille-Xterm, visant à rendre possible le déploiement et l'exploitation d'un très grand nombre de clients légers open source.
À partir de 2008, le projet est abandonné, les développeurs ayant rejoint les équipes d'Edubuntu.